# Syzygium praestantilimbum
Syzygium praestantilimbum är en myrtenväxtart som beskrevs av Peter Shaw Ashton. Syzygium praestantilimbum ingår i släktet Syzygium och familjen myrtenväxter.
Artens utbredningsområde är Brunei. Inga underarter finns listade i Catalogue of Life.